# Ácido iminodiacético
El ácido iminodiacético, HN (CH 2 CO 2 H) 2, a menudo abreviado como AID, es una amina de ácido dicarboxílico (el átomo de nitrógeno forma un grupo amino secundario, no un grupo imino como su nombre indica). El anión iminodiacetato puede actuar como un ligando tridentado para formar un complejo metálico con dos anillos de quelatos fusionados de cinco miembros. El protón en el átomo de nitrógeno se puede reemplazar por un átomo de carbono de un polímero para crear una resina de intercambio iónico, como el chelex 100.

Un complejo de metal tridentado con el anión iminodiacetato.

El ADI forma complejos más fuertes que el ligando bidentado, glicina y complejos más débiles que el ligando tetradentado ácido nitrilotriacético. También puede actuar como un ligando bidentado a través de sus dos grupos carboxilato. Se utilizan varios complejos de tecnecio-99m en las exploraciones de colescintigrafía (también conocidas como exploraciones de ácido iminodiacético hepatobiliar) para evaluar la salud y la función de la vesícula biliar.
El ácido iminodiacético es un intermediario importante en uno de los dos principales procesos industriales utilizados para fabricar el herbicida glifosato. Se utiliza en la electroforesis capilar para modular la movilidad de péptidos. También se utiliza como precursor para la fabricación del indicador xilenol naranja.